# Sportsdykning
Sportsdykning betegner dykning som fritidsaktivitet. Det er dybest set et ukorrekt udtryk, da der ofte ikke indgår sports elementer i denne form for dykning. Betegnelsen benyttes dog blandt andet i forbindelse med Dansk Sportsdykker Forbund.
Ofte benyttes betegnelsen rekreativ dykning. Denne betegnelse er mere præcis, da det typisk ikke drejer sig om konkurrence med på forhånd definerede regler, men derimod om en oplevelsesorienteret aktivitet.
Inden for dykningen er der dog forskellige konkurrencedicipliner. Disse er:
- Undervandsrugby
- Fridykning
- Undervandsfoto
- Finnesvømning
- Undervandsjagt